# Escuela de Arte Xul Solar
La Escuela de Arte Xul Solar es un establecimiento educativo provincial ubicado en la ciudad de Junín, Argentina, al cual asisten alumnos de toda la región.

## Historia
El edificio que actualmente ocupa la escuela fue inaugurado el 31 de julio de 1929. En ese entonces lo utilizó la antigua Asistencia Pública, que funcionó hasta 1971, momento en que se trasladó al Hospital Regional, hoy Hospital Interzonal General de Agudos "Dr. Abraham F. Piñeyro".
En 1971 el edificio fue utilizado por el Museo Municipal de Arte, y en agosto de 1974 pasa a ser la sede de la Escuela Municipal de Bellas Artes.
En 1993 se crea la Comisión Municipal de Patrimonio, conformada por diferentes organismos públicos municipales e instituciones privadas relacionadas con el tema. La Escuela de Arte Xul Xolar forma parte de esta comisión.
Durante 2004, el edificio de casi 80 años fue sometido a una serie de remodelaciones y ampliaciones por parte de la municipalidad de Junín. El objetivo fue dar espacio para el talleres de cerámica y varias aulas más, debido a la creciente cantidad de alumnos.
La escuela desarrolla actividades directamente relacionadas con la comunidad. El 6 de diciembre de 2007 se llevó a cabo la inauguración del Mural "Inconectados" realizado por alumnos de la Escuela de Arte Xul Solar, en el Patio de los Artistas del Museo Municipal de Arte.

## Ubicación
La escuela se encuentra en la esquina de Saavedra y Chacabuco, en el barrio 9 de Julio.